# San Quintín
San Quintín är en ort i Mexiko.   Den ligger i kommunen Ensenada och delstaten Baja California, i den nordvästra delen av landet, 2 100 km nordväst om huvudstaden Mexico City. San Quintín ligger 22 meter över havet och antalet invånare är 5 433.
Terrängen runt San Quintín är huvudsakligen platt, men åt nordost är den kuperad. Runt San Quintín är det glesbefolkat, med 8 invånare per kvadratkilometer. Närmaste större samhälle är Vicente Guerrero, 19,4 km norr om San Quintín. Omgivningarna runt San Quintín är i huvudsak ett öppet busklandskap.